# Болбасово (аэродром)
Болбасово (бел. Балбасава) — международный грузовой аэродром с возможностью принимать гражданские воздушные суда. Так же на территории находится ОАО “Оршанский авиаремонтный завод”, расположенный в 10 км юго-западнее города Орша Витебской области в Белоруссии. Именуется также как военный аэродром Балбасово и Орша.

## История
В 1928 году Совет народных комиссаров СССР принял решение о строительстве военного аэродрома возле деревни Болбасово и военного городка для военнослужащих. Ранее в районе Орши в 1920 году располагались авиационные части Западного фронта. По замыслу руководства аэродром должен был стать одним из крупнейших военных аэродромов в регионе и его место расположения было стратегически выверено.
Строительство объектов аэродрома началось в 1934 году. По планам строительства срок ввода объектов аэродрома и всей его инфраструктуры был назначен на 1936 год. В августе 1936 года авиационную часть, базирующуюся на аэродроме Болбасово посетил нарком обороны СССР К. Е. Ворошилов.
С мая 1939 года на аэродром из Брянска перебазировался 21-й истребительный авиационный полк и был включен в состав 58-й истребительой авиационной бригады ВВС Белорусского Особого военного округа. С 17 по 28 сентября 1939 года полк в составе 58-й иабр ВВС 11-й армии Белорусского фронта принимал участие в освобождении Западной Белоруссии на самолётах И-16 и И-15бис. 7 января 1940 года полк из 58-й иабр передан во 2-й Особый стрелковый корпус Калининского военного округа с передислокацией в г. Либава (Латвия).
С августа 1939 года на аэродром из Брянска перебазировался 31-й истребительный авиационный полк и также был включен в состав 58-й истребительой виационной бригады ВВС Белорусского Особого военного округа. С 16 по 28 сентября 1939 года полк в составе 58-й иабр ВВС 11-й армии Белорусского фронта принимал участие в освобождении Западной Белоруссии на самолётах И-16 и И-15бис. В феврале 1940 года полк из 58-й иабр передан в непосредственное подчинение штаба ВВС Белоруского ососбого военного округа с перебазированием на аэродром Лида.
В период с 1 по 25 марта 1940 года на аэродроме был сформирован 123-й истребительный авиационный полк в составе четырёх эскадрилий на самолётах И-153 на основе 31-го, 33-го и 41-го истребительных и 74-го штурмового авиационных полков. Полк включен в состав 58-й авиабригады. 28 сентября 1940 года полк вошел в состав 10-й смешанной авиадивизии ВВС БОВО.
В период с 7 по 20 апреля 1940 года на аэродроме был сформирован 124-й истребительный авиационный полк на базе 1-й эскадрильи 70-го иап (в январе 1940 года прибыла из МНР на Карельский перешеек, где по март 1940 г. участвовала в советско-финляндской войне) на самолётах И-16. В сентябре 1940 года полк вошел в состав 9-й смешанной авиадивизии ВВС Западного особого военного округа.
В период с 5 по 25 мая 1940 года на аэродроме был сформирован 129-й истребительный авиационный полк на базе 123-го иап на самолётах И-153 по штатам: управление полка штат 15/928-В; четыре эскадрильи — штат 15/906-Д. С 10 февраля 1941 года полк включен в состав 9-й смешанной авиадивизии ВВС Западного Особого военного округа. Впоследствии этот полк стал самым результативным истребительным полком Великой Отечественной войны по количеству сбитых в воздухе самолётов противника в авиации ВВС РККА.
В августе 1940 года на аэродроме был сформирован 160-й истребительный авиационный полк на самолётах И-153. В октябре 1940 года на аэродроме был сформирован 161-й истребительный авиационный полк на самолётах И-16. Оба полка вошли в состав сформированной 43-й истребительной авиационной дивизии ВВС Западного Особого военного округа.
На начало Великой Отечественной войны на аэродроме базировались:
- штаб и управление 43-й истребительной авиационной дивизии[9][10]:
  - 160-й истребительный авиационный полк[9][10];
  - 161-й истребительный авиационный полк[9][10];
- 209-й бомбардировочный авиационный полк на самолётах Су-2.

10 июля 1941 года аэродром был захвачен немецкими войсками. Аэродром обладал единственной бетонной ВПП в Белоруссии, поэтому стал одним из основных для люфтваффе. В сентябре 1941 года аэродром стал подвергаться регулярным бомбардировкам советскими бомбардировщиками. 28 июня 1944 года аэродром был освобожден. Перед уходом фашисты разрушили взлётную полосу и всю инфраструктуру аэродрома и городка.
После освобождения аэродрома на нём базировался 125-й гвардейский бомбардировочный авиаполк, вооруженный самолётами Пе-2. В августе 1944 года началось восстановление аэродрома.
С 22 августа 1944 года на аэродром был перебазирован 362-й авиационный полк дальнего действия из состава 45-й авиационной Гомельской дивизии дальнего действия, который осваивал американские бомбардировщики: North American B-25 Mitchell и Consolidated B-24 Liberator. В декабре полк переименован в 362-й бомбардировочный авиационный полк. В марте 1945 года полк перебазировался, а ему на смену пришел 890-й бомбардировочный авиационный полк 45-й бомбардировочной авиационной Гомельской дивизии на самолётах Пе-8, North American B-25 Mitchell и Boeing B-17 Flying FortressF, G.
В период проведения Берлинской операции на аэродроме с апреля по май 1945 года базировался 333-й бомбардировочный авиационный полк 50-й бомбардировочной авиационной дивизии на самолётах North American B-25 Mitchell.
В 1946 году на аэродром перебазировался штаб и управление 45-й бомбардировочной авиационной Гомельской дивизии, 890-й бомбардировочный авиационный полк перебазировлася в Казань, где переформирован в 890-й отдельный учебный полк. На аэродром перебазировался 203-й гвардейский бомбардировочный авиационный Орловский полк. С апреля 1946 года полк и дивизия в составе 3-го гвардейского бомбардировочного авиационного Сталинградского корпуса 1-й воздушной армии дальней авиации, созданной на базе 3-й воздушной армии.
В 1948 году 203-й гвардейский бомбардировочный авиационный Орловский полк получил новую авиационную технику — самолёты Ту-4, оснащённые системой дозаправки топливом в воздухе и способные нанести ответные удары по передовым базам США в Западной Европе. Полки к своему наименованию получил дополнительное наименование «тяжелый». С 1948 года полк именуется как 203-й гвардейский тяжелый бомбардировочный авиационный Орловский полк. В 1949 году 3-й гвардейский бомбардировочный авиационный Сталинградский корпус переименован в 79-й гвардейский бомбардировочный авиационный Сталинградский корпус, а 1-я воздушная армия дальней авиации — в 50-ю воздушную армию дальней авиации.
7 ноября 1951 года штаб и управление 45-й тяжелой бомбардировочной авиационной Гомельской дивизии перебазировались обратно в Барановичи. 203-й гвардейский тяжелый бомбардировочный авиационный Орловский полк также перебазировался на аэродром Барановичи.
В конце 1951 года на аэродроме формируется учебно-тренировочная часть (УТЧ) №8 — первая в СССР база бомбардировщиков (Ту-4А), способных нести атомное оружие.
Аэродром реконструировался. В марте 1954 года на аэродроме был сформирован новый — 402-й тяжелый бомбардировочный авиационный полк, который вошел в состав 326-й тяжелой бомбардировочной авиационной дивизии. Полк был оснащен самолётами Ту-16, тяжёлыми двухмоторными реактивными многоцелевыми самолётами с возможностью доставки ядерных боеприпасов. В июле 1955 года полк вошел в состав 160-й тяжелой бомбардировочной авиационной дивизии.
С июля 1955 года на аэродроме базировались штаб и управление 160-й тяжелой бомбардировочной авиационной дивизии. В декабре 1959 года управление 160-й тбад было расформировано, а 402-й тяжелый бомбардировочный авиационный полк вошел в состав 45-й тяжелой бомбардировочной авиационной Гомельской дивизии 6-го отдельного тяжелого бомбардировочного авиационного корпуса дальней авиации. В июле 1960 года 45-я тбад была расформрована, полк вошел в подчинение 326-й тяжелой бомбардировочной авиационной дивизии.
В 1983 году полк получил на вооружение Ту-22М3. С 7 декабря 1988 года по 14 февраля 1989 года полк принимал участие в боевых действиях в Афганистане. Выполнено 537 боевых вылетов, сброшено 3264 тон бомб. 18 декабря 1993 года полк был расформирован.

## Современная история

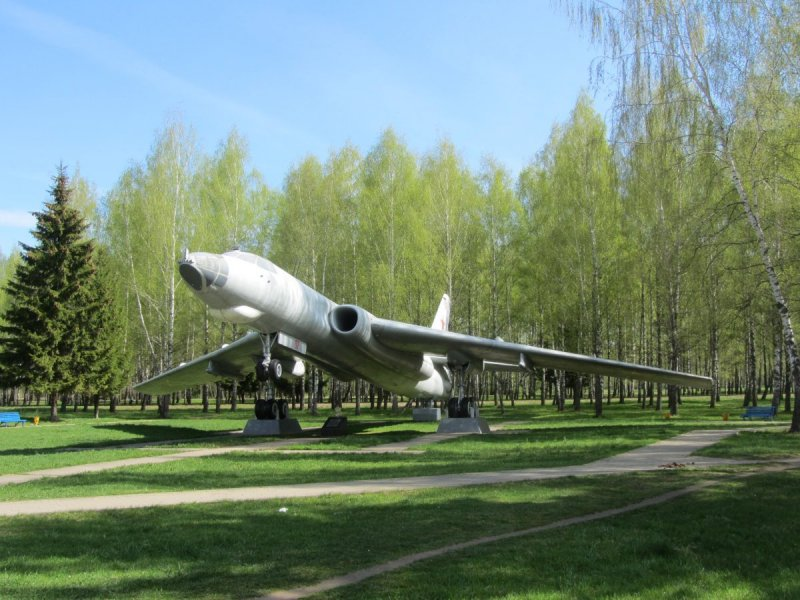
Памятник Ту-16 в Болбасово.

В настоящее время на территории аэродрома располагаются подразделения ОАО «Оршанский авиаремонтный завод». Правительство Беларуси постановило открыть аэродром Орша для выполнения международных полетов воздушных судов. Постановление №651 от 25 августа 2017 года официально опубликовано 29 августа и с этого момента считается вступившим в силу.
Министерства и ведомства получили поручение обеспечить на аэродроме Орша осуществление пограничного, таможенного, санитарно-карантинного и иных видов контроля.
Международный статус присвоен взлетно-посадочной полосе аэродрома в мультимодальном промышленно-логистическом комплексе «Бремино-Орша» в городском поселке Болбасово в 18 километрах от Орши. Теперь здесь могут принимать и отправлять прямые грузовые авиарейсы.
В настоящее время ведётся реконструкция аэродрома Орша, он должен стать крупным грузовым хабом; по состоянию на октябрь 2020 года - аэродром открыт, AIP опубликован, выполнено 2 технических рейса.
Аэродром имеет международные коды UMIO и TXC, оснащен впп длиной 3001м и шириной 45м с твердым покрытием с параметрами PCN 69/R/C/W/T/CONC и совершенным радиоэлектронным оборудованием, что позволяет современным воздушным судам и в плохую погоду выполнять взлет и точный заход на посадку по категориям I и II. Три стояночных места на перроне с характеристикой PCN 70/R/C/W/T/CONC соответствуют современным требованиям различных воздушных судов – от вертолета до лайнера Boeing-747-400.
Класс аэродрома Б, кодовое обозначение 4Е.
Заправку авиационным топливом на аэродроме осуществляет ГП «Белаэронавигация».
Аэродром Орша сертифицирован на выполнение следующих видов аэропортовой деятельности, включая обеспечение международных полетов:
- навигационное (штурманское) обеспечение;
- электросветотехническое обеспечение;
- инженерно-авиационное обеспечение (без технического обслуживания);
- организация обслуживания пассажиров, багажа, обработки грузов и почты (без обслуживания пассажиров, багажа);
- аэродромное обеспечение;
- обеспечение спецтранспортом;
- обеспечение горюче-смазочными материалами;
- обеспечение авиационной безопасности;
- аварийно-спасательное и противопожарное обеспечение;
- радиотехническое обеспечение полетов.

## Происшествия
- Вечером 16 сентября 1939 года, при посадке на аэродром Болбасово, из-за плохой видимости, истребитель И-16 пилотируемый командиром 21-го иап майором П. И. Хара  столкнулся с истребителем И-16 командира 58-й иабр  дважды Героя Советского Союза майора С. И. Грицевца. При этом Хара был ранен, а Грицевец погиб[14].

- 12 сентября 1945 года в 12.05 при перелете на аэродром Балбасово при взлете с аэродрома Быково Московской области командир корабля самолёта Пе-8 № 42811 гвардии майор Ищенко после круга над аэродромом снизился с высоты 400 метров до 60 метров, на границе аэродрома оторвалась левая плоскость, вследствие чего произошла катастрофа. Экипаж погиб
- 02 февраля 1956 года при выполнении полета в кабине Ту-16 из состава 203-го тбап возник пожар. По команде КК старшего лейтенант И. Г. Шкондина все члены экипажа катапультировались, кроме штурмана, у которого обгорел парашют. Узнав об этом, командир принял решение садиться на поле. С не выпущенными до конца шасси самолёт произвел посадку без особых повреждений и впоследствии был восстановлен. За посадку Ту-16 на грунт, спасение самолёта и проявленное при этом мужество Шкондин был награждён командующим ДА ценным подарком.
- 13 мая 1959 г. при выполнении учебно-тренировочного полета потерпел катастрофу самолёт Ту −16А 402-го тбап. Экипаж в составе 7-ми человек погиб.